# Місцевості Донецька
Мікрорайони Донецька — це багатоповерхові та малоповерхові забудови у Донецьку.

## Будьонівський
- «Мікрорайон Квітковий» — розташований на сході міста. Є багатоповерховим районом міста. На півночі межує з Донським, на заході з Травневим.
- «Мікрорайон Донський» — розташований на сході міста. Є багатоповерховим районом. На півдні межує з Квітковим, на південному заході з Травневим.
- «Мікрорайон Травневий» — розташований у південно-східній частині міста. Є багато поверховим районом. На сході межує з Донським та Квітковим.
- «Донська сторона» — розташований у південно-східній частині міста. Є багатоповерховим районом міста.

## Ворошилівський
- «Центр міста»
- «Студентське містечко» — розташоване в центрі міста. Є дуже великим та архітектурним малоповерховим районом міста.

## Київський
- «Привокзальний»

## Кіровський
- «Мікрорайон Текстильник» — розташований на південному заході міста. Є великим та густозаселеним мікрорайоном міста.
- «Мікрорайон імені Абакумова» — розташований у західній частині міста. Є малоповерховим районом міста. Межує з Донецькою кільцевою трасою.
- «Мікрорайон імені Бірюзова» — розташований в західній частині міста. Є малоповерховим районом міста. Межує з Донецькою кільцевою трасою.
- «Мікрорайон Мирний» — розташований у південній частині міста. Є багатоповерховим районом міста. На сході межує з Сонячним.

## Куйбишевський
- «Мікрорайон Магістральний» — розташований у східній частині міста. Є багатоповерховим районом міста.
- «Мікрорайон Азотний» — розташований в східній частині міста. Є малоповерховим районом міста. Поблизу проходить залізнична дорога «Донецьк-Волноваха».
- «Мікрорайон Жовтневий» — розташований в східній частині міста. Є малоповерховим районом міста.

## Ленінський
- «Мікрорайон Сонячний» — розташований у південній частині міста. Є багатоповерховим районом міста. На заході межує з Мирним.
- «Мікрорайон Зоряний» — розташований в південній частині міста. Є багатоповерховим районом міста.
- «Мікрорайон Блакитний» — розташований в південній частині міста. Є багатоповерховим районом міста.

## Пролетарський
- «Мікрорайон Східній» — розташований в південно-східній частині міста. Є багатоповерховим районом міста. Межує з Донецькою кільцевою трасою. На північному заході з Квітковим.
- «Мікрорайон Об'єднанний» — розташований в південно-східній частині міста. Є багатоповерховим районом міста. Межує з Донецькою кільцевою трасою.